# Natasha Poly
Natasha Poly (Perm, 12 de julho de 1985) é uma supermodelo russa.
Natasha Poly é uma das modelos de referência para campanhas eleitorais e publicitária. Fez sua estreia na passarela em 2004 e tem sido o rosto de inúmeras campanhas para grifes como Versace.